# Gheorghe Manoliu
Gheorghe Manoliu, romunski general, * 1888, † 1980.